# Леще-Ченсцьове
Леще-Ченсцьове (пол. Leszcze Częściowe) — село в Польщі, у гміні Костелець Кольського повіту Великопольського воєводства.